# نیو کرلیسل (اوهایو)
نیو کرلیسل(به انگلیسی: New Carlisle) شهری در ایالت اوهایو کشور ایالات متحده آمریکا است که جمعیت آن در سرشماری سال ۲۰۱۰ میلادی، ۵٬۷۸۵ نفر بوده‌است.